# 24 Hores de Montjuïc 1979
L'edició de 1979 de les 24 Hores de Montjuïc fou la 25a d'aquesta prova, organitzada per la Penya Motorista Barcelona al Circuit de Montjuïc el cap de setmana del 7 i 8 de juliol.
Era la quarta prova del Campionat d'Europa de resistència d'aquell any.

## Classificació general

El Circuit de Montjuïc

| Posició | Pilot 1            | Pilot 2              | Motocicleta  | Voltes |
| ------- | ------------------ | -------------------- | ------------ | ------ |
| 1       | Christian Léon     | Jean-Claude Chemarin | Honda 998    | 773    |
| 2       | Hervé Moineau      | Christian Huguet     | Kawasaki     | 768    |
| 3       | Salvador Cañellas  | Benjamí Grau         | Ducati       | 754    |
| 4       | Alois Tost         | Wilfried Schneider   | Honda        | 741    |
| 5       | Josep Maria Mallol | Alejandro Tejedo     | Ducati       | 738    |
| 6       | Jacques Luc        | Jack Buytaert        | Honda-Dholda | 732    |
| 7       | Roger Ruiz         | Christian Le Liard   | Kawasaki     | 730    |
| 8       | Gilles Desheulles  | Philippe Vassard     | Honda        | 730    |
| 9       | Augusto Brettoni   | Peter Davies         | Laverda      | 716    |
| 10      | Xavier Barba       | Lluís Ricart         | Laverda      | 713    |

1. ↑  2.930,173 km totalitzats, a una velocitat mitjana de 122,176 km/h.

## Trofeus addicionals
- XXV Trofeu "Centauro" de El Mundo Deportivo: Honda (Christian Léon - Jean-Claude Chemarin)